# Basílica Emília

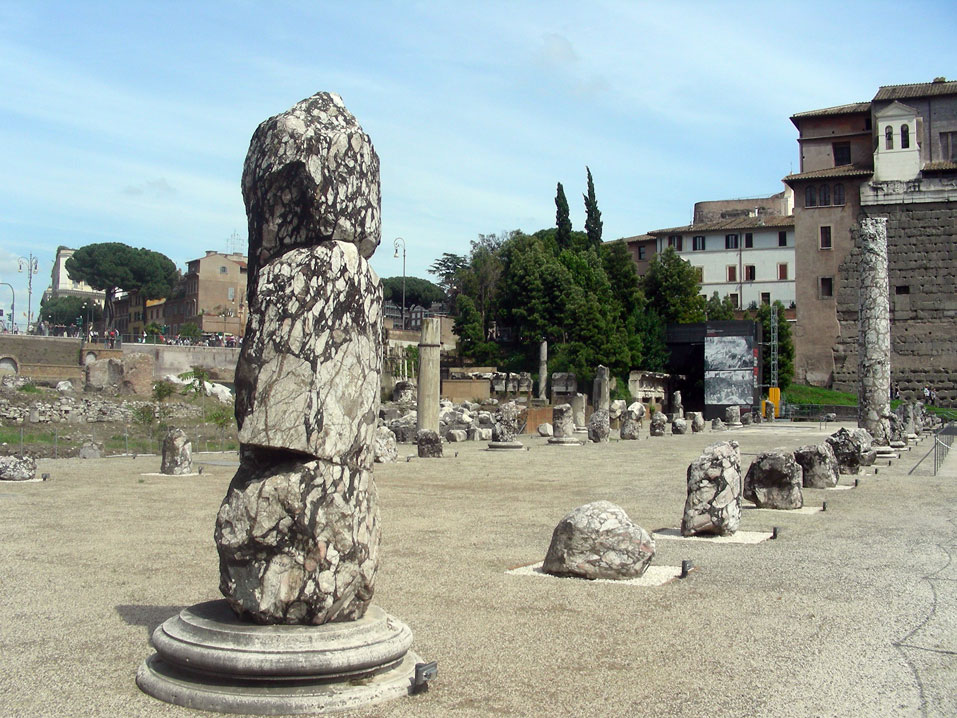
Restes de la basílica Emília

La Basílica Emília (en llatí: Basilica Aemilia) era una important construcció civil de l'època de la República Romana. A diferència de les altres tres basíliques que va tenir la ciutat de Roma (la Pòrcia, la Semprònia i la Opímia), aquesta és l'única de la qual encara queden algunes ruïnes al forum magnum.

## Anteriorment a la construcció
A la banda nord-est del fòrum hi havia al segle v aC V les tabernae lanienae, que van ser seu de la venda de carn, però van ser substituïdes a la fi del segle iv aC per unes tabernae argentariae, és a dir, un local per a banquers. Era una construcció senzilla de fusta, que era precedida per maeniana (balcons de fusta). La façana era adornada en diverses ocasions amb els escuts dels enemics vençuts. Reconstruïdes després de la destrucció soferta per un incendi l'any 210 aC, van prendre el nom de novae tabernae, mentre que les de l'extrem oposat, que no va ser afectades pel foc, se les va anomenar veteres tabernae.

### Primera fase

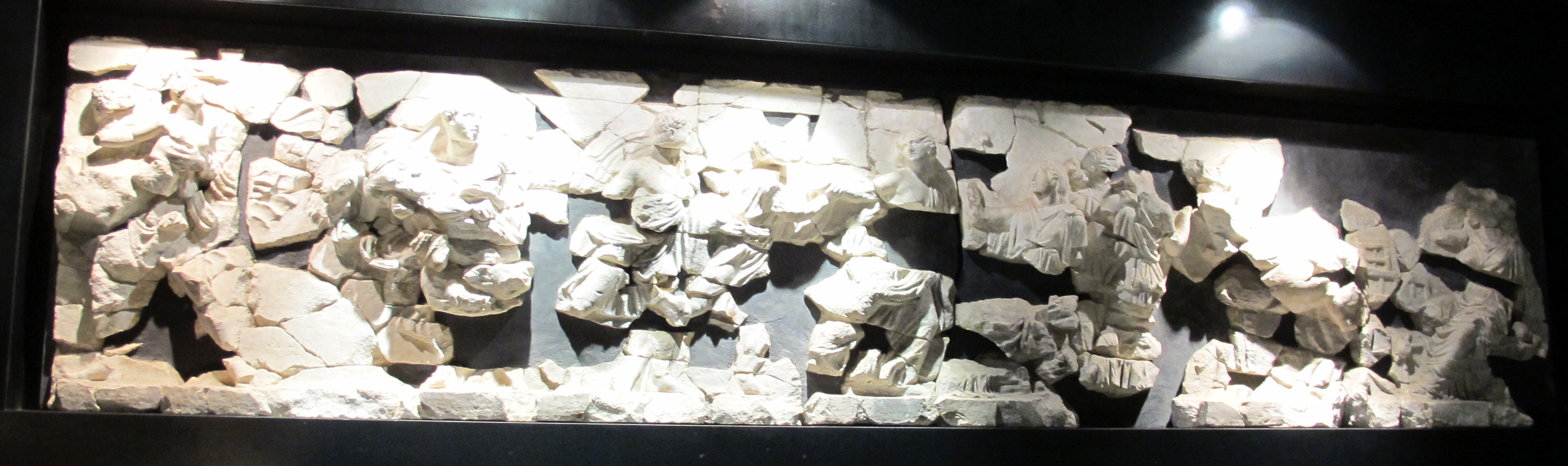
Fris de la Basílica amb escenes del rapte de les sabines.

Entre els anys 210 aC i 195-191 aC, segons es dedueix d'uns versos de Plaute, es va construir una primera basílica al darrere de les tabernae argentariae. Pel que s'observa de les restes que en queden, sembla que estava dividida en quatre naus que estaven pavimentades amb tuf fosc, amb la façana precedida per un pòrtic que donava cap al Forum Piscatorium i al macèl·lum (per la banda que més endavant seria ocupada pel Fòrum de Nerva. Aquesta no és però, la basílica que Titus livi va esmentar, construïda per Cató Censorí el 184 aC., ja que aquella va ser construïda al segle iii.
Aquesta primera basílica va rebre el nom de Atrium regium (la traducció llatina de αὐλή βασιλική aulé basiliké, 'tribunal reial'), la construcció hel·lenística en la qual el rei (basileus) administrava la justícia. Era un edifici situat entre el mercat del peix i la Via Sacra, la construcció del qual era atribuïda a la voluntat del rei Numa Pompili. Aquesta atribució llegendària amagava l'autèntica arrel grega de la basílica, que s'havia construït per iniciativa de la família Emília, destinada a ser un símbol tangible del seu poder i riquesa.Un membre d'aquesta família, Marc Emili Lèpid, censor de l'any 179, fou encarregat pel Senat de la protecció del rei d'Egipte Ptolemeu V Epífanes el 201-200 aC. Durant la seva missió a Alexandria va tenir l'oportunitat de comprovar l'eficàcia de les grans sales hipòstiles en què els monarques hel·lenístics feien demostració pública del seu poder i això el devia inspirar per fer el mateix a Roma.

### Segona fase

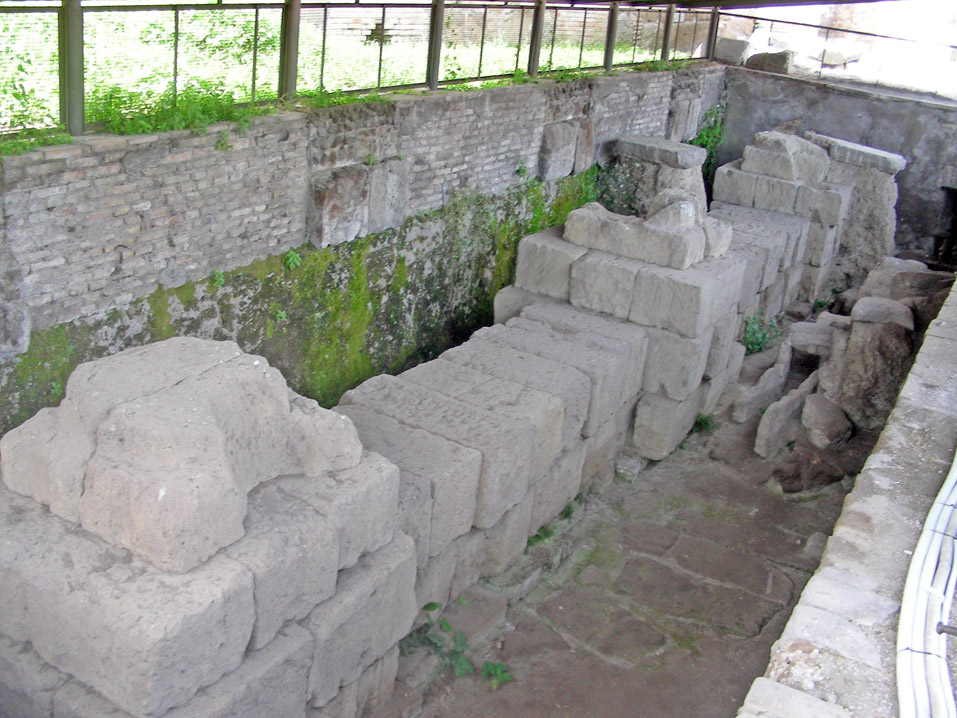
Restes de la fase republicana de la basílica Emília: el costat curt, cap a la banda de la Cúria

El 179 aC el censor Marc Fulvi Nobílior I va encomanar l'inici de les obres i a la seva mort van ser completades pel seu company Marc Emili Lèpid; és per això que en un principi se la va anomenar basilica Fulvia, però a causa de les moltes restauracions i millores costejades per la gens Emília (el 78 aC, el 54 aC, el 34 aC, el 14 aC i el 22) finalment va quedar com a preferent la denominació basilica Aemilia.
En aquesta fase la nau central fou allargada a expenses del pòrtic posterior, el qual es va veure reduït. Probablement tenia dues naus més, una a cada banda amb arquitraus de fusta i el terra estava pavimentat amb marbre travertí. La nau central havia de tenir les parets més altes per poder fer finestres a la part de dalt, com era el costum, per il·luminar l'interior amb llum natural.
Una part de les excavacions arqueològiques de la zona més antiga a la banda oest, mostra com la planta de l'edifici no va variar substancialment en el curs de les reconstruccions (llevat de l'augment d'una nau al costat nord, per tal d'aprofitar més l'espai). El costat sud era el més important, ja que donava al fòrum. Aquí la façana estava composta de dos ordres superposats de setze arcades, les quals se sostenien amb pilars i semicolumnes, que creaven un pòrtic anterior. Hi havia tres accessos a l'interior, que estava dividit en quatre naus i tenia una amplada aproximada de 70 x 29 metres.

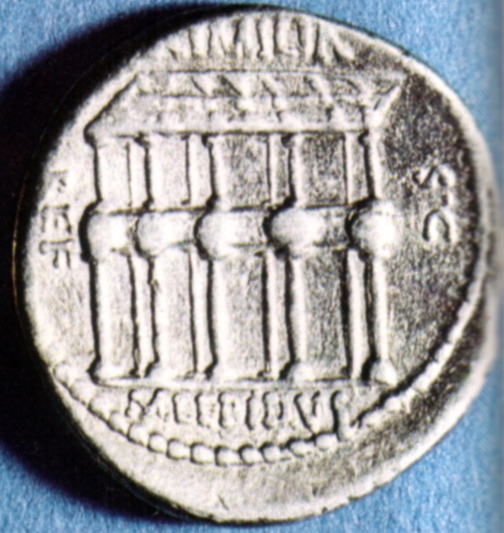
La moneda del 61 aC de Lèpid el triumvir amb una imatge de l'interior de la basílica Emília amb els clipeus.

La basílica Emília fou embellida el 78 aC, per un cònsol del mateix nom que el censor del segle precedent Marc Emili Lèpid, el qual li va afegir clipeus. Aquesta millora va estar present en el disseny d'una moneda encunyada el 61 aC, pel fill de l'anterior, també homònim.
Segons alguns estudiosos, en aquesta època la Basilica Aemilia era un edifici separat de la basílica Fúlvia, afegida cap al 164 aC pel censor Luci Emili Paule Macedònic situat a la banda curta sud oriental de la plaça, d'on s'accediria al temple de Divus Iulius. Si així fos, l'ornamentació amb clipeus de la moneda es devia referir a aquest edifici.

## La basílica Emília

### Basilica Paulli
L'any 55 aC es va començar a construir una nova basílica en substitució de la Basilica Fulvia, per ordre de Luci Emili Paule (un altre fill del cònsol del 78 aC Marc Emili Lèpid i germà del triumvir), però finançada per Juli Cèsar. Fou inaugurada pel seu fill l'any 34 aC, amb el nom de Basilica Paulli i segons Ciceró era el millor edifici de la ciutat.
Aquesta basílica reprenia l'estructura de la precedent basílica Fúlvia, escurçada però als dos extrems i amb una segona nau oberta al fons cap al pòrtic posterior. Els costats curts estaven igualment oberts amb columnes, mentre la paret que donava al fòrum, on havien estat les antigues tabernae, es va decorar amb semicolumnes.
Les columnes de la nau central tenien els capitells corintis i el fust de marbre africà, estaven coronades per un fris amb escenes de la història mítica de Roma i les de la segona filada tenien el fust de marbre cipollino (amb betes com les capes d'una ceba) i els capitells eren d'ordre jònic. Les naus laterals estaven cobertes amb volta de ciment.

### Fase augustea

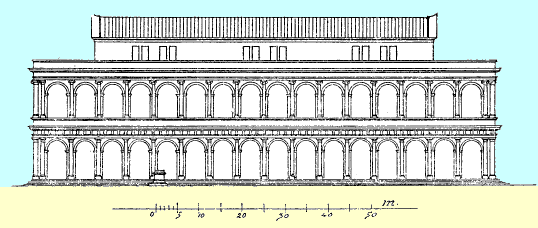
Dibuix de l'aspecte que devia tenir la basílica Emília en temps de l'emperador August. La imatge pertany al llibre de Christian Hülsen, Il Foro Romano. Storia e Monumenti del 1905).

El nou edifici es va destruir en un incendi l'any 14 aC. Luci Emili Paule, un altre membre de la família Emília volia reconstruir-la però no tenia prou diners, llavors va apel·lar a l'avi de la seva esposa, l'emperador August, el qual li va donar el que requeria. Es va refer com si fos una continuació de la Basilica Paulli, amb columnes interiors de marbre del tipus luculleum importat d'Àsia menor. Les obres van finalitzar el 22 dC i Plini el Vell va escriure que era l'edifici més bonic de la ciutat, superant l'anterior.
En aquesta ocasió les tabernae novae argentariae es van reconstruir com una entitat completament a banda de la basílica, però situades al seu davant. Entre la filada de tavernae, més llarga que l'anterior, es van integrar compartiments de pas cap a l'interior de la basílica i escales per accedir a la planta superior. El pòrtic també es va allargar i va ser dedicat a dos nebots de l'emperador, Gai Agripa i Luci Agripa. Tenia a la façana dos ordres d'arcades sobre pilars i semicolumnes dòriques. A causa de la gran amplitud es va fer necessari reforçar l'estructura amb cadenes metàl·liques transversals que contrastaven les forces laterals de la coberta en forma de volta.

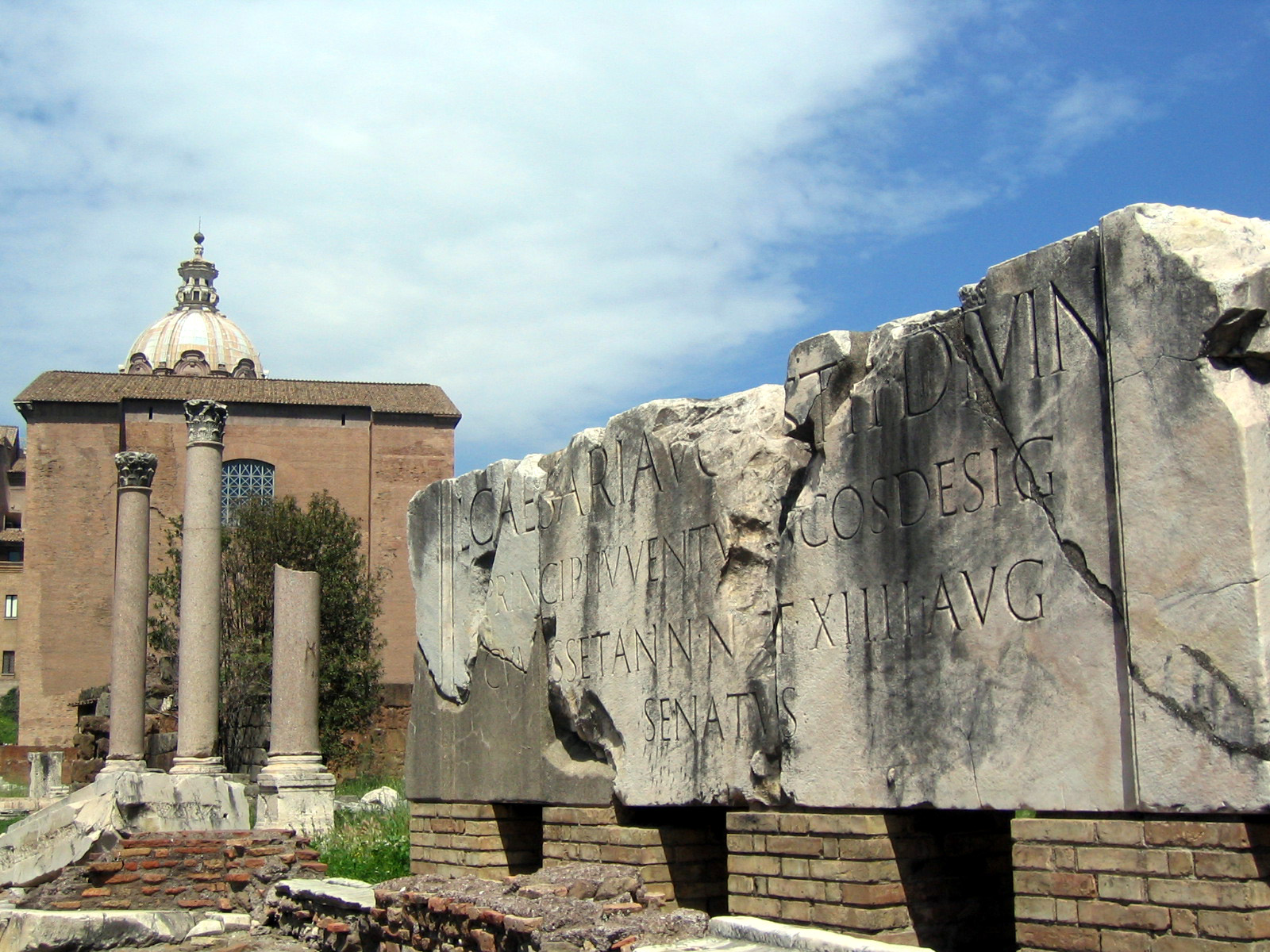
Al la dreta, inscripció amb la dedicatòria del pòrtic de la basílica a Gai i Luci, nebots d'August.

El pis superior de la basílica es va reconstruir íntegrament. A sobre de les columnes del primer ordre s'alçava un àtic amb pilars decorats amb elements vegetals, més grans en consonància amb les columnes de baix i units per gelosies horitzontals, però més prims als intercolumnis de dalt. Segons una de les hipòtesi reconstructives, els pilars més llargs anaven precedits per estàtues de marbre groc antic i marbre blanc amb betes violàcies en les parts sortints en els elements horitzontals del primer pis. A sobre dels pilars es va fer servir arquitraus de travertí. La planta intermèdia en les naus laterals sembla que tenia cambres separades, cadascuna correspondria a un intercolumni.

## Restauracions i destrucció
L'any 22, en temps de Tiberi va ser necessària una restauració, de la qual se'n va encarregar el mateix Lèpid. El problema estava en l'alçada i el pes que l'edifici havia de suportar, per solucionar-ho alguns intercolumnis de la part posterior es van tancar amb murs i la filera de columnes del segon pis es va reforçar.
Amb la construcció del Fòrum de la Pau l'any 75 i del Fòrum de Nerva l'any 98, immediatament al darrere de la basílica, la filera de columnes de la façana posterior es va substituir per un mur sense obertures reforçat amb contraforts.

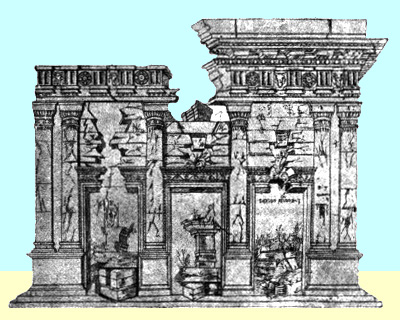
Dibuix de Giuliano da Sangallo amb les restes de la basílica conservades l'any 1480. Imatge del llibre de Christian Hülsen, "Il Foro Romano: Storia e Monumenti" del 1905.

La basílica va patir greus danys en l'incendi que va haver en temps de l'emperador Carí. El 283 es va restaurar el mur que donava a la banda de les tabernae, i un cop restaurat es van tornar a posar les peces de marbre originals. També es va fer necessari refer alguns blocs de l'entaulament de les arcades del segon pis que s'havien malmès durant l'incendi.
Probablement durant el saqueig d'Alaric el 410, la basílica va quedar completament destruïda pel foc, i les monedes dels banquers (tabernae argentariae) es van fondre sobre el paviment de marbre, les quals són encara visibles.
Amb l'incendi es va cremar també la part central i sud del pòrtic davanter. Més tard es va posar un nou paviment sobre les plaques cremades i el sector de la galeria es va substituir per un pòrtic amb columnes de granit rosa, més fortament fixades que les anteriors. Tres d'aquestes columnes s'han tornat a plantar després d'acabar els treballs d'excavació arqueològica i es poden veure al costat del temple d'Antoní i Faustina.
Una part del pòrtic de l'època d'August que donava a la Cúria, encara es mantenia dret al segle xv i va servir de model a Antonio da Sangallo el Vell per fer l'església de San Biagio a Montepulciano.
Les darreres restes es van desmuntar a començaments del segle xvi per ser reutilitzades en la construcció del palazzo Castellesi-Giraud-Torlonia al districte del Borgo.
Els treballs arqueològics a la dècada del 1930 van portar un petit muntatge del que quedava.
| Situació dels edificis del Fòrum Romà | Situació dels edificis del Fòrum Romà |
| ------------------------------------- | ------------------------------------- |
|                                       |                                       |
| En l'època republicana                | A finals de l'imperi                  |